# Cúp bóng đá Brasil
Cúp bóng đá Brasil (tiếng Bồ Đào Nha: Copa do Brasil) là giải bóng đá được tổ chức cho 86 đội bóng đại diện cho 26 bang ở Brasil cộng với Quận Liên bang. Giải Copa do Brasil là một cơ hội cho các đội từ các bang nhỏ hơn thi đấu với các đội lớn và đã có các trận mà đội lớn đã bị các đội nhỏ đánh bại dù trường hợp này hiếm khi xảy ra. Hiện giải được Continental AG tại trợ và do đó giải còn có tên gọi Copa Continental Pneus do Brasil vì lý do tài trợ. Đây là giải vô địch nội địa Brasil và tương đương các giải khác của Brasil như Cup, Taça de Portugal, Copa del Rey, Coupe de France, Coppa Italia, DFB-Pokal, và Copa Argentina, và các giải khác nữa.

## Các trận chung kết
| Năm  | Chung kết     | Chung kết | Chung kết  |
| ---- | ------------- | --------- | ---------- |
| Năm  | Vô địch       | Tỷ số     | Hạng nhì   |
| 1989 | Grêmio        | 0-0, 2-1  | Sport      |
| 1990 | Flamengo      | 1-0, 0-0  | Goiás      |
| 1991 | Criciúma      | 1-1, 0-0  | Grêmio     |
| 1992 | Internacional | 1-2, 1-0  | Fluminense |
| 1993 | Cruzeiro      | 0-0, 2-1  | Grêmio     |
| 1994 | Grêmio        | 0-0, 1-0  | Ceará      |
| 1995 | Corinthians   | 2-1, 1-0  | Grêmio     |
| 1996 | Cruzeiro      | 1-1, 2-1  | Palmeiras  |
| 1997 | Grêmio        | 0-0, 2-2  | Flamengo   |
| 1998 | Palmeiras     | 0-1, 2-0  | Cruzeiro   |

| Năm  | Chung kết   | Chung kết | Chung kết     |
| ---- | ----------- | --------- | ------------- |
| Năm  | Vô địch     | Tỷ số     | Hạng nhì      |
| 1999 | Juventude   | 2-1, 0-0  | Botafogo      |
| 2000 | Cruzeiro    | 0-0, 2-1  | São Paulo     |
| 2001 | Grêmio      | 2-2, 3-1  | Corinthians   |
| 2002 | Corinthians | 2-1, 1-1  | Brasiliense   |
| 2003 | Cruzeiro    | 1-1, 3-1  | Flamengo      |
| 2004 | Santo André | 2-2, 2-0  | Flamengo      |
| 2005 | Paulista    | 2-0, 0-0  | Fluminense    |
| 2006 | Flamengo    | 2-0, 1-0  | Vasco da Gama |
| 2007 | Fluminense  | 1-1, 1-0  | Figueirense   |
| 2008 | Sport       | 1-3, 2-0  | Corinthians   |
| 2009 | Corinthians | 2-0, 2-2  | Internacional |
| 2010 | Santos      | 2-0, 1-2  | Vitória       |

## Các đội đoạt cúp
- 6 lần - Cruzeiro
- 5 lần - Grêmio
- 3 lần - Corinthians, Flamengo

và Palmeiras
- 1 lần - Criciúma, Fluminense, Internacional, Juventude, Paulista, Santos, Santo André, Sport

và Vasco da Gama